# Monts du Forez
I Monts du Forez sono un massiccio montuoso di origine vulcanica della Francia, parte del Massiccio Centrale. Situati tra i dipartimenti dell'Alta Loira e del Puy-de-Dôme in Alvernia e della Loira nel Rodano-Alpi, culminano con i 1.634 metri del Pierre-sur-Haute. Separano la valle della Dore dalla piana del Forez.